# Universidad Estatal de Florida (Panamá)
La Universidad Estatal de Florida-Panamá, o FSU-Panamá es un campus internacional de la Universidad Estatal de Florida ubicada en el istmo de Panamá. La misma ha operado un amplio programa curricular en Panamá por más de 50 años. El campus, ubicado junto a las esclusas de Miraflores del Canal de Panamá, ofrece a los estudiantes, nacionales y extranjeros, muchas instalaciones, incluida una biblioteca en idioma inglés, instalaciones informáticas, investigación, alojamiento para estudiantes e instalaciones deportivas.

## Historia
El primer campus se estableció en 1957 y sirvió como una institución académica donde los militares estadounidenses y los zoneítas ubicados en la Zona del Canal de Panamá podían continuar su educación mientras permanecían en Panamá.
En la década de 1990, la universidad estaba ubicada en el edificio Albrook 808 en una antigua estación de la Fuerza Aérea del Ejército de EE. UU. Luego de que Albrook fue revertido al estado panameño, la universidad se trasladó a la Escuela Chino Panameña.
El campus ha mantenido distintas ubicaciones en la Ciudad de Panamá, pero durante muchos años estuvo ubicado en La Boca, cerca de la desembocadura de la entrada del Pacífico al Canal de Panamá.
En el verano de 2009, el campus se trasladó a la Ciudad del Saber, un área revertida que anteriormente fue una base del Ejército estadounidense en Fuerte Clayton, pero que se cerró en 1999 según los Tratados Torrijos-Carter.